# Dwikora (Siantar Barat)
Dwikora is een bestuurslaag in het regentschap Pematang Siantar van de provincie Noord-Sumatra, Indonesië. Dwikora telt 2188 inwoners (volkstelling 2010).